# Pavetta caudata
Pavetta caudata är en måreväxtart som beskrevs av Cornelis Eliza Bertus Bremekamp. Pavetta caudata ingår i släktet Pavetta och familjen måreväxter.
Artens utbredningsområde är Sumatera. Inga underarter finns listade i Catalogue of Life.